# Edgard Leite
Edgard Leite Ribeiro (* 22. März 1889 in Rio de Janeiro; † 9. September 1974 ebenda) war ein brasilianischer Wasserballspieler.

## Karriere
Leite nahm an den Olympischen Spielen 1920 in Antwerpen teil. Hier erreichte er mit der brasilianischen Nationalmannschaft den sechsten Rang.